# Ньюсрум

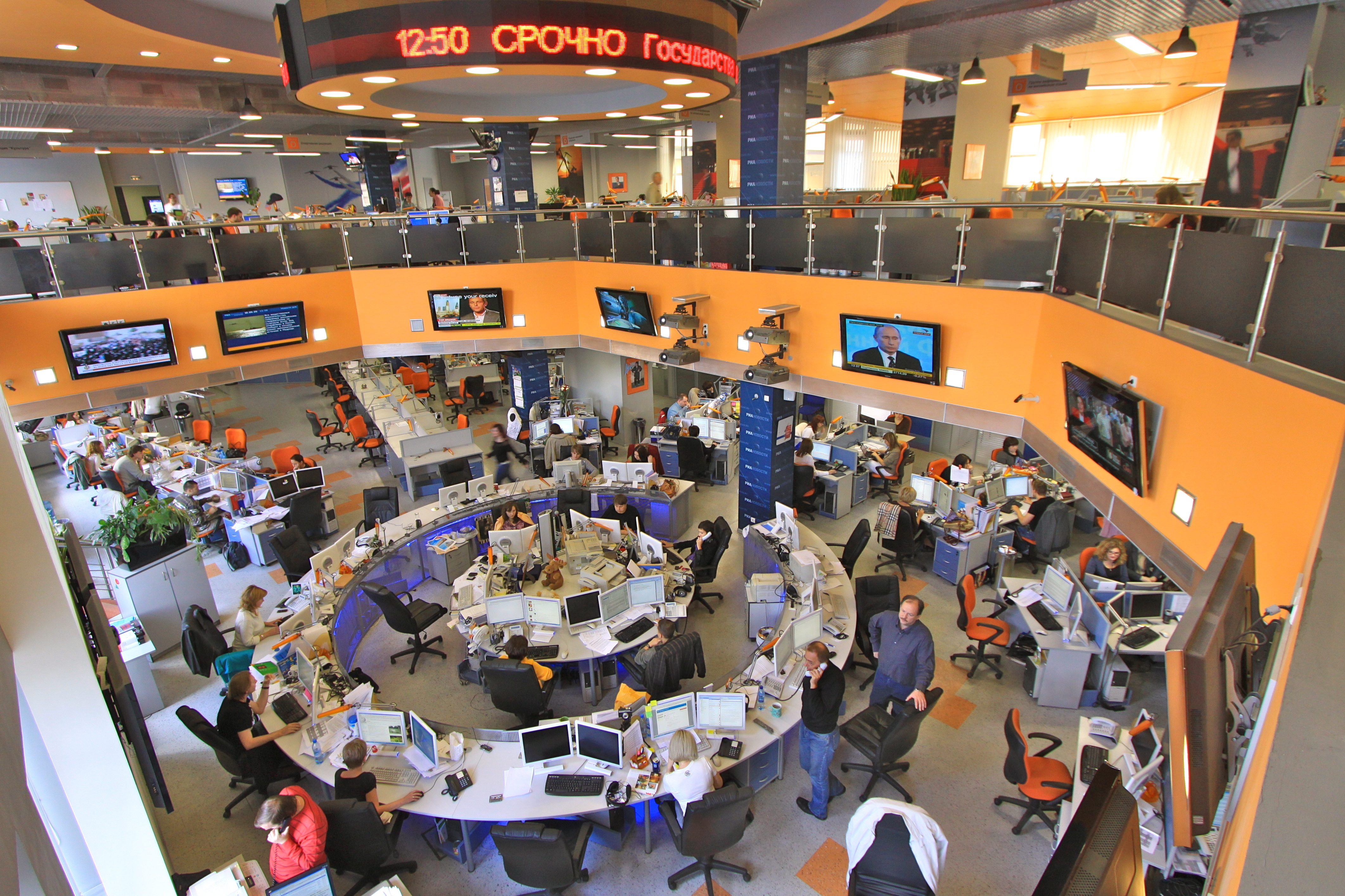
Ньюсрум РИА Новости

Ньюсру́м (англ. newsroom) — изначально — студия новостей — помещение, где работают журналисты, редакторы и др. специалисты, занятые производством материалов для средств массовой информации, помещение редакции. Понятие произошло от системы организации рабочего пространства в традиционных газетных издательствах в США — единое большое помещение с отдельными столами для каждого журналиста. Затем значение трансформировалось и словом newsroom стали обозначать весь журналистский коллектив периодического издания и/или передачи на радио и телевидении.
В русском языке до недавнего времени повсеместно использовался термин «редакция», который обозначал как журналистский коллектив издания («мнение редакции может не совпадать с точкой зрения авторов»), так и помещение, в котором она располагалась (как правило, не единую комнату, как в западной традиции, а целое здание — например «Редакция газеты „Известия“»).
Слово «ньюсрум» начали употреблять в противовес «редакции», имея в виду современно оборудованную и, чаще всего, интегрированную или мультимедийную редакцию, которая имеет оборудование и программное обеспечение, а также компетентных сотрудников для создания, хранения, управления и публикации контента на различных медианосителях (платформах) — в бумаге, на ТВ, радио, в интернете.

## Системы управления новостной редакцией
Новостные редакции телевизионных и радиостанций претерпели значительные изменения в последние годы под влиянием цифровой революции и изменений в предпочтениях аудитории. Эти изменения являются неотъемлемой частью современного процесса производства новостей и охватывают следующие ключевые тенденции: цифровую трансформацию, интеграцию мультимедийных форматов, ориентированность на аудиторию, взаимодействие с социальными сетями, живые репортажи с места событий и удаленное производство новостей.
Системы управления новостной редакцией (Newsroom Computer Systems, NRCS) представляют собой сложные программные и аппаратные решения, используемые в новостных редакциях для оптимизации процесса производства новостей. Эти системы выполняют несколько ключевых функций, включая управление контентом, совместную работу над репортажем, управление рабочим процессом, интеграцию, планирование и распределение контента, а также архивирование и обеспечение доступности контента.

Системы управления новостной редакцией играют неотъемлемую роль в современных новостных редакциях, повышая эффективность, точность и скорость производства новостей, особенно в эпоху быстрой цифровой трансформации и изменяющихся ожиданий аудитории в отношении мультимедийного контента, доступного по запросу. 